# ボタニー湾

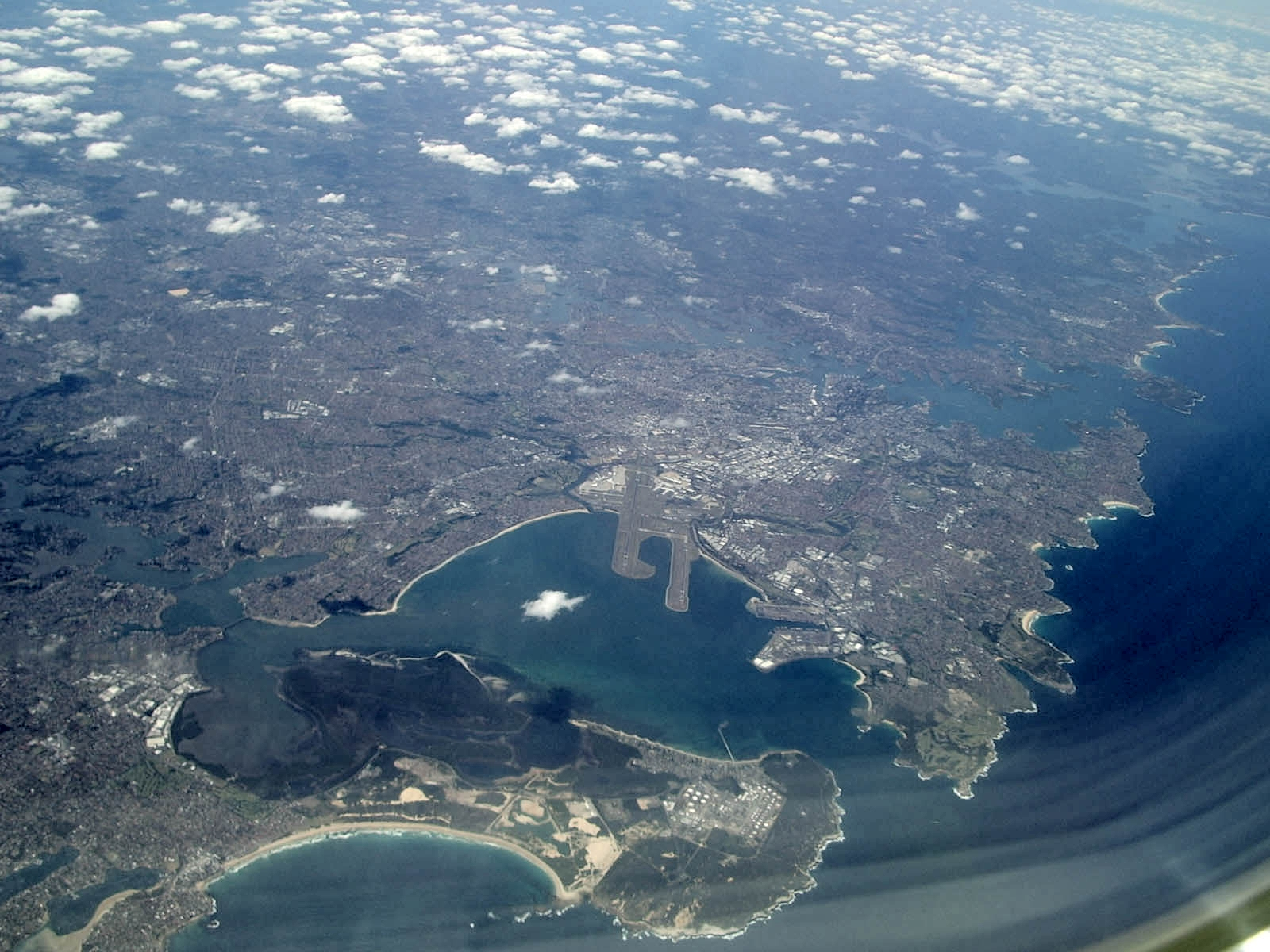
ボタニー湾を北に望む

ボタニー湾（Botany Bay）は、ニューサウスウェールズ州、シドニーの中心業務地区の南に位置する湾。1770年4月29日、ジェイムズ・クックがエンデバー号より最初に上陸した場所である。

## 概略
クックは当初、アカエイが捕れた為に“スティングレイ・ベイ”, Stingray Bay と呼んでいた。しかし、植物学者のジョゼフ・バンクスとダニエル・ソランダーにより植物が豊かな土地であることが確認され、ボタニー湾（植物湾）と命名された。
クックの報告書を基に流刑地をこの地に設立する計画が立てられ、1788年、アーサー・フィリップ総督が艦隊を率いて現れた。しかし、水の確保が困難であることが分かり、北方のシドニー・コーブに上陸地を変更した。
一帯に海草の藻場、マングローブ、塩性湿地が多く、ホウロクシギ、サメイロミツスイ、マングローブセンニョムシクイ、オーストラリアミヤコドリなどの鳥類が生息している。付近の陸地にはモクマオウ属の森林、河畔林の雨林、砂丘の硬葉樹林などがあり、南部のタウラ岬自然保護区は1984年にラムサール条約登録地となった。